# Paul Barras
Paul Barras, vicomte de Barras, teljes nevén Paul François Jean Nicolas de Barras (Fox-Amphoux, 1755. június 30. – Chaillot, Párizs, 1829. január 22.) a francia forradalom fontos szereplője, a Direktórium befolyásos tagja.

## Életpályája
Fiatal hadnagyként az indiai Pondichéryben szolgált, innen kapitányi ranggal tért vissza Párizsba, ahol kizárólag az élet örömeinek élt. A forradalom kitörésekor nyomban az új eszmék szolgálatába állott, amiért 1789-ben a rendi gyűlés (États-généraux) tagja lett. 
Részt vett a Bastille és a Tuilleriák ostromában és XVI. Lajos halálára szavazott. 1793-ban ő kezdte ostromolni a felkelt Toulont és mint a konvent bizalmi embere, véresen nyomta el a Dél-Franciaországban kitört felkeléseket. Robespierre ennek ellenére nem bízott benne, ezért Barras Robespierre ellenfeleihez szegődött és közreműködött megbuktatásában. A Konvent megbízásából Barras vezette azt a katonai kontingenst, amely az 1794. június 27-ről 28-ra (thermidor 9-ről 10-re) virradó éjszakán – tüzérség bevetésével – megostromolta és bevette a párizsi városházát, és elfogta Robespierre-t.
Novemberben a konvent titkára, majd elnöke,  a Közjóléti Bizottság tagja lett, és a mérsékelt irányhoz csatlakozott. Mint a konvent feje, teljesen szakított a hegypárttal, sőt, az 1795. március 10-i zendülés alkalmával a legnagyobb eréllyel lépett fel volt társai ellen, de a royalisták üzelmeit is szigorral elnyomta. Az 1795. október 5-i felkelés alkalmával a konvent őt bízta meg a mozgalom elnyomásával, ő pedig a fiatal Napoléon Bonaparte tábornokot bízta meg ezzel a feladattal. A direktóriumban a legbefolyásosabb és leghatalmasabb ember volt; ő nevezte ki Bonapartét az itáliai francia hadsereg fővezérévé, és ő járt közben Beauharnais tábornok özvegyének eljegyzésében Bonaparte tábornokkal. Groisbois kastélyában és a Luxembourg palotában keleties, fényes ünnepeket rendezett: Récamier, Staël, Tallien asszonyok tiszteletére. 1797. szeptember 4-én royalista ellenfeleit mindkét tanácsból kibuktatta és ezentúl jóformán korlátlanul kormányozta az államot. 
Elsősorban ő tette a direktóriumot olyan népszerűtlenné, hogy Bonaparte 1799. november 9-én könnyűszerrel megbuktathatta. Ekkor Barras a Groisbois-kastélyba vonult vissza. Napóleon ismételten azzal gyanúsította, hogy ellenfeleivel játszik össze, sőt, ezzel az ürüggyel száműzte is Barrast Franciaországból. Barras erre Brüsszelbe költözött, később pedig Rómába. A Bourbon-restauráció után visszatért Párizsba, megvette a közeli Chaillot kastélyt, itt – régi hajlamához híven – fényűző mulatságokat rendezett. Ebben a kastélyban halt meg.